# Rock 'n' Roll Circus
Rock 'n' Roll Circus é o décimo primeiro álbum de estúdio da cantora japonesa Ayumi Hamasaki lançado no dia 14 de Abril de 2010 pela Avex Trax. O álbum foi lançado em três formatos diferentes, versão CD, versão CD+DVD e uma versão Box que contém CD+DVD  mais o DVD ao vivo do Ayumi Hamasaki Arena Tour 2009 A: Next Level, uma caneca, um sachê de chá e um photobook especial com 36 páginas. 12 cópias da primeira prensagem do álbum das versões Box e CD+DVD vieram com uma letra da música do álbum escrita à mão e autografada pela própria Ayumi.
O álbum recebeu o certificado de Platina pela RIAJ, pelas mais de 250 mil cópias vendidias. E foi o 21º álbum mais vendido no Japão em 2010 de acordo com a Oricon.

## Informação
Para promover o lançamento do álbum foram lançados dois  singles; Sunrise / Sunset ～LOVE is ALL～ e You Were... / BALLAD, a música "Sunrise ～LOVE is ALL～" é usada como tema da comédia japonesa "Daddy Dandy?", e a música "Sunset ～LOVE is ALL～" é usada no anúncio da câmera digital da Panasonic Lumix FX-60, a música "You Were..." é o tema para a versão japonesa do filme da Disney Tinker Bell and the Lost Treasure é a música "Ballad" e usada no drama de ficção Soukyuu no Subaru. A música "Microphone" é usada como tema em comercias do Honda Zest Spark, e a múscica Don't look back é usada como tema em comerciais da camera da Panasonic.
A música "RED LINE ～for TA～" era originalmente faixa B-side do single You Were... / BALLAD mas foi incluída no álbum com uma pequena modificação, existe uma música chamada "MOON" que mais tarde foi lançado como single foi lançada exclusivamente para membros do site «TeamAyu» (em japonês).
O álbum estreou em 1º lugar mundialmente, deixando para trás álbuns como o The Fame Monster de Lady Gaga e o My World 2.0 de Justin Bieber. A Turnê japonesa para promover o álbum  é a "Arena Tour 2010 A: Rock'n'Roll Circus".

## Alinhamento de faixas
Todas as faixas escritas e compostas por Ayumi Hamasaki. 
| CD (CD, CD + DVD, special limited box CD 4 DVD) |                                                                    |                |               |         |  |
| N.º                                             | Título                                                             | Música         | Arreglista(s) | Duração |  |
| 1.                                              | "The Introduction (Introdução)"                                    | CMJK           | CMJK          | 1:39    |  |
| 2.                                              | "Microphone (Microfone)"                                           | Yuta Nakano    | Yuta Nakano   | 4:23    |  |
| 3.                                              | "Count Down (Contagem Regressiva)"                                 | Tetsuya Yukumi | CMJK          | 4:34    |  |
| 4.                                              | "Sunset ～LOVE is ALL～ (Pôr do Sol ～AMOR é TUDO～)"              | Hana Nishimura | Yuta Nakano   | 5:46    |  |
| 5.                                              | "BALLAD (BALADA)"                                                  | D.A.I          | Yuta Nakano   | 5:20    |  |
| 6.                                              | "Last Links (Últimos Links)"                                       | Tetsuya Yukumi | CMJK          | 3:56    |  |
| 7.                                              | "Montage (Montagem)"                                               | Yuta Nakano    | Yuta Nakano   | 1:40    |  |
| 8.                                              | "Don't Look Back (Não Olhe Para Trás)"                             | Yuta Nakano    | CMJK          | 4:07    |  |
| 9.                                              | "Jump! (Pule!)"                                                    | CMJK           | CMJK          | 1:36    |  |
| 10.                                             | "Lady Dynamite (Senhora Dinamite)"                                 | Kazuhiro Hara  | CMJK          | 4:17    |  |
| 11.                                             | "Sexy Little Things (Pequenas Coisas Sexy)"                        | Yuta Nakano    | Yuta Nakano   | 3:58    |  |
| 12.                                             | "Sunrise ～LOVE is ALL～ (Nascer do Sol ～AMOR é TUDO～)"          | Hana Nishimura | CMJK          | 4:46    |  |
| 13.                                             | "Meaning of Love (Significado do Amor)"                            | Tetsuya Yukumi | HIKARI        | 5:20    |  |
| 14.                                             | "You Were... (Você Se Foi ...)"                                    | Kazuhiro Hara  | HΛL           | 4:48    |  |
| 15.                                             | "RED LINE ～for TA～ (Album Version) (Linha Vermelha ～Para TA～)" | Tetsuya Yukumi | Yuta Nakano   | 5:46    |  |

| Bonus Tracks disponível para os sócios de Team Ayu |        |                  |               |         |  |
| N.º                                                | Título | Música           | Arreglista(s) | Duração |  |
| 16.                                                | "Moon" | Yasuhiko Hoshino | Yuta Nakano   | 5:47    |  |

| DVD (CD, CD + DVD, special limited box CD 4 DVD) |                                                              |         |  |
| N.º                                              | Título                                                       | Duração |  |
| 1.                                               | "Sunrise ～LOVE is ALL～ (Vídeo Clip)"                       | 4:51    |  |
| 2.                                               | "Sunset ～LOVE is ALL～ (Vídeo Clip)"                        | 5:44    |  |
| 3.                                               | "You Were... (Vídeo Clip)"                                   | 5:11    |  |
| 4.                                               | "BALLAD (Vídeo Clip)"                                        | 5:48    |  |
| 5.                                               | "Sexy Little Things (Vídeo Clip)"                            | 4:23    |  |
| 6.                                               | "Microphone (Vídeo Clip)"                                    | 4:27    |  |
| 7.                                               | "Don't Look Back (Vídeo Clip)"                               | 4:10    |  |
| 8.                                               | "Lady Dynamite (Vídeo Clip)"                                 | 4:17    |  |
| 9.                                               | "Sunrise ～LOVE is ALL～ (Making-of)"                        | 4:43    |  |
| 10.                                              | "Sunset ～LOVE is ALL～ (Making-of)"                         | 3:07    |  |
| 11.                                              | "You Were... (Making-of)"                                    | 3:03    |  |
| 12.                                              | "BALLAD (Making-of)"                                         | 3:13    |  |
| 13.                                              | "Sexy Little Thing (Making-of)"                              | 2:56    |  |
| 14.                                              | "Microphone (Making-of)"                                     | 2:57    |  |
| 15.                                              | "Don't Look Back (Making-of)"                                | 3:03    |  |
| 16.                                              | "Lady Dynamite (Making-of)"                                  | 3:08    |  |
| 17.                                              | "Ayumi Hamasaki Arena Tour 2009: Next Level" Digest (Bônus)" | 5:36    |  |

| DVD2: Ayumi Hamasaki Arena Tour 2009: Next Level (special limited box CD+4DVD) |                        |         |  |
| N.º                                                                            | Título                 | Duração |  |
| 1.                                                                             | "Pieces of Seven"      |         |  |
| 2.                                                                             | "Rule"                 |         |  |
| 3.                                                                             | "Unite!"               |         |  |
| 4.                                                                             | "Disco-munication"     |         |  |
| 5.                                                                             | "Energize"             |         |  |
| 6.                                                                             | "Sunrise: Love is All" |         |  |
| 7.                                                                             | "Load of the Shugyo"   |         |  |
| 8.                                                                             | "Love ‘n’ Hate"        |         |  |
| 9.                                                                             | "Identity"             |         |  |
| 10.                                                                            | "In the Corner"        |         |  |
| 11.                                                                            | "Hope or Pain"         |         |  |
| 12.                                                                            | "Green"                |         |  |
| 13.                                                                            | "Days"                 |         |  |
| 14.                                                                            | "Evolution"            |         |  |
| 15.                                                                            | "Signal"               |         |  |
| 16.                                                                            | "Rollin’"              |         |  |
| 17.                                                                            | "Sparkle"              |         |  |
| 18.                                                                            | "Bridge to the Sky"    |         |  |
| 19.                                                                            | "Next Level"           |         |  |

| DVD3: Ayumi Hamasaki Arena Tour 2009: Next Level (special limited box CD+4DVD) |                       |         |  |
| N.º                                                                            | Título                | Duração |  |
| 20.                                                                            | "Curtain Call"        |         |  |
| 21.                                                                            | "Sunset: Love is All" |         |  |
| 22.                                                                            | "Everywhere Nowhere"  |         |  |
| 23.                                                                            | "Humming 7/4"         |         |  |
| 24.                                                                            | "Boys & Girls"        |         |  |
| 25.                                                                            | "My All"              |         |  |

| DVD4: Ayumi Hamasaki Arena Tour 2009: Next Level (special limited box CD+4DVD) |        |         |  |
| N.º                                                                            | Título | Duração |  |

## Datas de lançamento
| País          | Data                | Formato         | Gravadora        |
| ------------- | ------------------- | --------------- | ---------------- |
| Japão         | 14 de Abril de 2010 | CD, CD+DVD, Box | Avex Trax        |
| Taiwan        | 16 de Abril de 2010 | CD, CD+DVD      | Avex Taiwan      |
| Hong Kong     | 19 de Abril de 2010 | CD, CD+DVD      | Avex Asia        |
| Coreia do Sul | 26 de Abril de 2010 | CD, CD+DVD      | SM Entertainment |

## Oricon & Vendas
| Parada                | Posição | Total de Vendas | Semanas |
| --------------------- | ------- | --------------- | ------- |
| Oricon Parada Diária  | 1       | 85,142          | 21      |
| Oricon Parada Semanal | 1       | 205,058         | 21      |
| Oricon Parada Mensal  | 2       | 272,394         | 21      |
| Oricon Parada Anual   | 21      | 318,454         | 21      |